# Mézières-sous-Lavardin
Mézières-sous-Lavardin è un comune francese di 644 abitanti situato nel dipartimento della Sarthe nella regione dei Paesi della Loira.

## Società

### Evoluzione demografica
Abitanti censiti